# バラと最悪の魂
『バラと最悪の魂』（ばらとさいあくのたましい）は、高口里純による日本のレディースコミック漫画作品である。

## 登場人物
義起の息子三兄弟、文怜、寧、途彦は皆ハンサムである。

### 三男・途彦と茂由子の家庭と関係者
小塚 茂由子（おづか もゆこ）
22才。旧姓、立川。礁子の恋占いで、途彦の他に二人自分を愛している人間がいる、と言われる。それは光季と義起である。
素直で何でも率直な言動の性格。途彦と半年の交際ののち結婚し一年目。母親とは死別している。
途彦に絶対に知られたくない秘密がある。その秘密を隠すため、もっと大きな秘密を作ろうと義起と不倫した。
高校生の時、担任教師と恋愛沙汰を起こした。その教師は自殺したとされているが、茂由子が殺してのではないかと疑われている。
小塚 途彦（おづか みちひこ）
三人兄弟の三男。代議士秘書。車番。礁子の恋占いで、自分に執着する人間が二人いると言われる。それは秋葉永地と星子である。
昔、小説家になろうとしていた。
茂由子の秘密を聞き出すため、星子と不倫関係となる。
曽根のスキャンダルを機に代議士秘書を辞めたが、秋葉永地に秘書にならないかと誘われ、愛していると告白された。
四方 光季（よも みつき）
茂由子のただ一人の友人。性同一性障害で茂由子を愛している。一夢の友人。茂由子に「男の心で愛している」と告白し、茂由子の前から姿を消す。その後、男装のホストになる。
秋葉 永地（あきば えいじ）
世襲議員。祖父が首相だった。星子から途彦を守り、途彦を自分の秘書になることを望み、愛していると告白する。曽根の事件から途彦を守るために、自宅に住まわせる。
安達 星子（あだち ほしこ）
途彦の昔の恋人。アメリカでトレーダーとして失敗してしまい、20億円の借金がある。途彦が秘書を勤めている政治家・曽根に囲われ、途彦と再会した。
茂由子の秘密を知っている。昔、茂由子が中学生の頃、途彦の恋人でいるのと同時に、茂由子の父・立川峠の愛人だった。その時、茂由子に殺されそうになったと言う。
暴力団を後ろ盾にして、曽根の愛人問題や脱税容疑など、報酬のために次々に不正行為を暴露する。
曽根 たかし（そね たかし）
途彦が秘書を勤める政治家。星子を囲っていた。脱税容疑で逮捕された。
尾沼（おぬま）
政治家。
水上（みずかみ）
尾沼の秘書。
立川 峠（たちかわ とうげ）
茂由子の父。文怜の父親でもある。この事は立川峠と美園、義起、文怜しか知らない。フィットネスクラブのオーナー。

### 父・義起の家庭
小塚 義起（おづか よしおき）
三人兄弟の父親。随筆家。茂由子をとても好ましく思い、それは恋情に変わってゆく。途彦と茂由子との結婚に賛成し、反対する美園を説得した。
美園と離婚した約一年後に礁子と再婚した。
小塚 礁子（おづか しょうこ）
義起の再婚相手。絶世の美女。バラの花びらを使った恋占いをする。茂由子を気に入る。一夢が性同一性障害だと分かっている。
義起のした恋占いで興味を持ち、占いの結果は教えず再婚の提案をした。
高城 一夢（たかしろ かずむ）
礁子の連れ子。高校生。17才。とても美男子。父方の姓を名乗っている。性同一性障害で光季の友人でもある。寧の勤める高校に転校してくる。
義父・義起を愛している。光季に女物の衣類を入手してもらい、自室で度々女装をしていた。
偶然、茂由子と義起のキスシーンを見てしまい、茂由子に嫌がらせをする。

### 長男・文怜の家庭
小塚 文怜（おづか ふみさと）
三人兄弟の長男。中学生の時、自分は義起の息子ではなく立川峠の息子だと知った。文怜にとっては父方の妹・茂由子と母方の弟・途彦が結婚したことになる。
警視だったが妻にも報告せず退職し失踪した。そして茂由子が中学生の時恋愛し自殺したとされる教師が、茂由子に殺されたのではないかと独自に調査を始める。
小塚 敦音（おづか あつね）
文怜の妻。才色兼備で義母・美園とタイプが似ている。美園が途彦と茂由子との結婚に反対し続けているので、茂由子と親しくなろうとしない。
文怜と結婚する前にセックスしておらず、瑞樹が生まれて以後もセックスレスである。
小塚 瑞樹（おづか みずき）
文怜の息子。不登校児で自宅に帰りたがらず、義起の家に住むことになる。一夢に懐き、一夢の心は女で義起を愛していると知る。
美園（みその）
義起の前妻。才色兼備。途彦と茂由子との結婚に反対しており、途彦と茂由子の結婚式が済んだ翌週に義起と離婚した。昔、茂由子の父・立川峠との間に文怜を産んでおり、茂由子を憎んでいる。
心臓が悪い。

### 次男・寧と関係者
小塚 寧（おづか ねい）
三人兄弟の次男。高校の美術教師。早苗に好かれているのは自覚しているが気付かないふりをしている。
満田 早苗（みつだ さなえ）
寧の生徒。寧が好き。一夢をモデルに絵を描くが出来たのは少女の絵だった。一夢に「僕がモデルだと他の人に言ったら殺す」と脅される。
自宅で、母と寧との逢い引きを目撃する。
満田 信保（みつだ しほ）
満田早苗の母親。寧と不倫の関係にある。寧との子供を妊娠し産むことにし、寧とは別れる。

## 書誌情報
高口里純『バラと最悪の魂』〈講談社・KCDX〉全4巻
1. 2002年7月12日発売、ISBN 978-4063345674
2. 2002年11月11日発売、ISBN 978-4063346299
3. 2003年6月13日発売、ISBN 978-4063347234
4. 2003年11月13日発売、ISBN 978-4063347944

### 書誌情報出典
- 講談社コミックプラス内のページ
  - バラと最悪の魂（１）
  - バラと最悪の魂（２）
  - バラと最悪の魂（３）
  - バラと最悪の魂（４）

［文庫版］高口里純『バラと最悪の魂』〈白泉社・白泉社文庫〉全2巻
1. 2006年9月発売、ISBN 978-4592884781
2. 2006年9月発売、ISBN 978-4592884798